# ملا بختیار
«حکمت محمد کریم»، معروف به «ملا بختیار»، یکی از تأثیرگذارترین سیاست‌مداران در حزب اتحادیه میهنی کردستان و اقلیم کردستان عراق است. وی مسولیت دفتر سیاسی اتحادیه میهنی کردستان و مسولیت دفتر سازماندهی دمکراتیک اتحادیه میهنی کردستان را بر عهده دارد. همچنین سردبیر روزنامه چاودیر (دیدبان) و نشریه مدنیت می‌باشد. این سیاست‌مدار و چهره سیاسی علاوه بر کار سیاسی، صاحب اندیشه سیاسی و تألیفات زیادی در حوزه سیاست است که برخی از آنها عبارتند از: دموکراسی در میان مدرنیته و پست مدرنیته، دموکراسی بعد از جنگ سرد، آزادی عقل و جامعه مدنی، دموکراسی و دشمنانش، روسیه و کُرد، یاغی‌شدن از تاریخ، در خدمت ادب، مهارت در کُردلوژی و جنبش کردستان و تغییرات معاصر. این سیاست‌مدار، پیش از ظهور «داعش»، چگونگی و تأثیراتش در عراق را پیش‌بینی کرده بود.
ملا بختیار از افراد تأثیرگذار در تشکیل سازمانها و فعالتهای روشنگرانه می‌باشد که می‌توان به یکی از فعالیتهای روشنگرانه وی در خصوص تشکیل سازمان دابران با شعار «آیین برای فرد و دومکراسی برای همه» و انتشار چندین کتاب اشاره داشت. همچنین در تصمیم گیریهای اتحادیه میهنی و سیاستگذاریهای حکومت خودمختار کُردستان عراق و حمایت از کردهای دیگر بخشهای کُردستان نقش مهمی را دارا می‌باشد.

## زندگی‌نامه
ملا بختیار ۲۰ آوریل ۱۹۵۴ در شهر غنی از منابع نفتی خانقین چشم به جهان گشود. در سال ۱۰/۰۶/۱۹۷۰ فعالیت سیاسی خودرا در ارتباط با جامعه (مارکسیسم- لننیسم) آغاز کرد. در سال ۱۹۷۴ در شورش ایلول عضویت یافت اما به دلیل اندیشه چپ گرایانه با فشار و محدودیت روبرو شد. در سال ۱۹۷۵ جهت فعالیت به شهر خانقین بازگشت. بعدها نیز به‌عنوان مسئول تشکیلات مخفی حزب جامعه زحمت کشان کردستان در شهرهای بغداد، کرکوک، سلیمانیه، اربیل، موصل و… جهت سازماندهی و جذب نیرو دررفت‌وآمد بود. ملا بختیار از جمله کسانی بود که از طرف حکومت عراق حکم دستگیریش صادر شد اما تمام تلاشهای سازمان امنیتی عراق جهت دستگیری وی با شکست روبرو گشت.

## مهم‌ترین مسئولیتها
- عضو شورای رهبری جامعه زحمتکشان کردستان در سال ۱۹۷۵
- عضو شورای رهبری اتحادیه میهنی کردستان در سال ۱۹۷۶
- مسئول سازماندهی اتحادیه میهنی کردستان در سلیمانه سال ۱۹۸۲
- عضو هیئت مذاکره کننده کردستان با رژیم عراق در سال ۱۹۸۴
- عضو پارلمان کردستان در سال ۱۹۹۲
- مسئول دفتر سازماندهی دومکراتیک اتحادیه میهنی کردستان در سال ۱۹۹۳
- سرپرست مرکز رسانهای اتحادیه میهنی کردستان در سال ۱۹۹۶
- عضو دفتر سیاسی اتحادیه میهنی کردستان در سال۲۰۰۱
- عضو هیئت کاردار دفتر سیاسی اتحادیه میهنی کردستان در سال ۲۰۰۹
- مسئول هیئت کاردار دفتر سیاسی اتحادیه میهنی در سال ۲۰۱۰ تا اکنون[۲]

## کتابهای منتشر شده
1. کتاب " شۆڕشی کوردستان و گۆڕانکارییه‌کانی سه‌رده‌م" (نهضت کوردستان و تحولات نوین) در سال ۱۹۹۰ نوشته و در سال ۱۹۹۲ به چاپ رسانده است. این کتاب به زبان عربی و فارسی ترجمه شده است.[نیازمند منبع]
2. کتاب"یاخیبوون له مێژوو" (عصیان در برابر تاریخ) در سال ۱۹۹۸
3. کتاب- " کۆبه‌ندی چه‌ند بابه‌تێک"(مجموعه مقالات) در سال ۱۹۹۹
4. کتاب" دیموکراسی له نێوان مۆدێرنێته و پۆست مۆدێرنێته " (دموکراسی در میان مدرنیته و پسامدرنیته) سال ۲۰۰۰
5. کتاب - " دیمواکرسی له دوای جه‌نگی سارد" (دمکراسی بعد از جنگ سرد) سال ۱۹۹۹.
6. و چندین کتاب دیگر با عناوین له خزمه‌تی ئه‌دبدا" (در خدمت ادب)، ئازادی ئه‌قڵ و کۆمه‌ڵهٔ مه‌ده‌نی" (آزادی عقل و جامعه مدنی) و " کورد ناسێک و شۆره‌وی و کورد" (شوروی، کورد و یک کوردشناس)، "دیموکراسی و دوژمنانی".(دمکراسی و دشمنان آن) از وی نیز به چاپ رسیده است.
7. و…[۲]

## نشریات
- سردبیر نشریه مدنیت (مه‌ده‌نیه‌ت) سال ۱۹۹۸
- سردبیر هفته‌نامهٔ دیدبان (چاودێر) سال ۲۰۰۴